# Bolboceras berytensis
Bolboceras berytensis är en skalbaggsart som beskrevs av Rudolph Petrovitz 1963. Bolboceras berytensis ingår i släktet Bolboceras och familjen Bolboceratidae. Inga underarter finns listade.